# José Altafini
José João Altafini, v Brazílii známý spíše jako Mazzola (24. červenec 1938, Piracicaba, Brazílie) je bývalý brazilsko-italský fotbalový útočník.
Vyhrál čtyři tituly v italské lize, z toho dva v Miláně (1958/59, 1961/62) a další dva přidal v Juventusu (1972/73, 1974/75). Vyhrál i pohár PMEZ 1962/63 a také byl na dvou MS v nichž jedno vyhrál s brazilskou reprezentací (1958). V italském dresu se zúčastnil světového šampionátu v Chile roku 1962.

## Hráčská kariéra

### v Brazílii
Fotbalovou kariéru začal v málem klubu Piracicaba. V sídle klubu je zveřejněna fotografie Grande Torino a vzhledem k podobnosti chlapce se zesnulým Mazzolou, začalo se mu říkat Mazzola. V roce 1955 odešel hrál do Palmeiras a zde debutoval v 17 letech ,6 měsíců a 5 dní. Dodnes rekord v klubu nebyl překonán. Po vítězném MS 1958 se rozhodl odejít do Evropy.

### V Itálii
Ve svých 20 letech přišel do AC Milán za 135 milionů lir. První utkání za Rossoneri odehrál 21. září 1958 proti Triestině (2:0). A první branku vstřelil 5. října 1958 proti Bari (4:2). Celkem v první sezoně vstřelil 28 branek a skončil na 2. místě mezi střelci, ale větší radost měl s prvního titulu. Nejlepšího střelce v lize dosáhl v sezoně 1961/62, když vstřelil 22 branek a v téže sezoně slavil druhý titul. V následující sezoně se stal vítězem i nejlepším střelcem (14 branek) v poháru PMEZ 1962/63. Ve finále proti Benfice vstřelil obě branky (2:1). Po téhle vítězné sezoně už nestřílel moc branek a v roce 1965 se rozhodl po 246 utkání a 161 brankám opustit Rossoneri. Vlastní několik rekordů v utkání proti Interu.
Odešel do Neapole kde strávil sedm sezon. Zde vytvořil duo s argentinským hráčem Sívorim. Nejlepšího umístění s klubem dosáhl v sezoně 1967/68 2. místo o pět bodů za Milánem. Za Neapole odehrál celkem 234 utkání a vstřelil 97 branek.
V roce 1972 ve věku 34 let přestoupil do Juventusu se spoluhráčem s Neapole Zoffou. U Bianconeri získal další dva tituly v lize (1972/73, 1974/75) a také pomohl týmu k postupu do finále poháru PMEZ 1972/73, kde prohráli s Ajaxem. V klubu zůstal čtyři sezony a v roce 1976 odešel dohrát kariéru do Švýcarska.
Celkem v Italských klubech v nejvyšší lize odehrál 459 utkání a vstřelil 216 branek, což jej řadí na 4. místo v historické tabulce střelců.

## Hráčská statistika
| Sezóna          | Klub            | Liga            | Liga   | Liga | Ligové poháry | Ligové poháry | Ligové poháry | Kontinentální poháry | Kontinentální poháry | Kontinentální poháry | Celkem | Celkem |
| Sezóna          | Klub            | Soutěž          | Zápasy | Góly | Soutěž        | Zápasy        | Góly          | Soutěž               | Zápasy               | Góly                 | Zápasy | Góly   |
| --------------- | --------------- | --------------- | ------ | ---- | ------------- | ------------- | ------------- | -------------------- | -------------------- | -------------------- | ------ | ------ |
| 1958/59         | Milán           | Serie A         | 32     | 28   | IP            | 4             | 4             | -                    | 0                    | 0                    | 36     | 32     |
| 1959/60         | Milán           | Serie A         | 33     | 20   | IP            | 0             | 0             | PMEZ                 | 4                    | 2                    | 37     | 22     |
| 1960/61         | Milán           | Serie A         | 34     | 22   | IP            | 2             | 4             | -                    | 0                    | 0                    | 36     | 26     |
| 1961/62         | Milán           | Serie A         | 33     | 22   | IP            | 0             | 0             | Vel.P                | 2                    | 0                    | 35     | 22     |
| 1962/63         | Milán           | Serie A         | 31     | 11   | IP            | 2             | 1             | PMEZ                 | 9                    | 14                   | 42     | 26     |
| 1963/64         | Milán           | Serie A         | 30     | 14   | IP            | 1             | 0             | PMEZ+Int.P           | 4+3                  | 4+1                  | 38     | 19     |
| 1964/65         | Milán           | Serie A         | 12     | 3    | IP            | 0             | 0             | Vel.P                | 0                    | 0                    | 12     | 3      |
| 1965/66         | Neapol          | Serie A         | 34     | 14   | IP            | 2             | 1             | Stř.P                | 1                    | 1                    | 37     | 16     |
| 1966/67         | Neapol          | Serie A         | 27     | 16   | IP            | 1             | 1             | Vel.P                | 5                    | 1                    | 33     | 18     |
| 1967/68         | Neapol          | Serie A         | 29     | 13   | IP            | 2             | 1             | Vel.P                | 3                    | 3                    | 34     | 17     |
| 1968/69         | Neapol          | Serie A         | 21     | 5    | IP            | 4             | 2             | Vel.P                | 3                    | 1                    | 28     | 8      |
| 1969/70         | Neapol          | Serie A         | 15     | 8    | IP            | 3             | 0             | Vel.P                | 3                    | 0                    | 21     | 8      |
| 1970/71         | Neapol          | Serie A         | 25     | 7    | IP            | 11            | 4             | -                    | 0                    | 0                    | 36     | 11     |
| 1971/72         | Neapol          | Serie A         | 29     | 8    | IP            | 5             | 2             | UEFA                 | 2                    | 0                    | 36     | 10     |
| 1972/73         | Juventus        | Serie A         | 23     | 9    | IP            | 6             | 0             | PMEZ                 | 6                    | 3                    | 35     | 12     |
| 1973/74         | Juventus        | Serie A         | 21     | 7    | IP            | 8             | 2             | PMEZ+Int.P           | 2+1                  | 1+0                  | 32     | 10     |
| 1974/75         | Juventus        | Serie A         | 20     | 8    | IP            | 6             | 0             | UEFA                 | 9                    | 5                    | 35     | 13     |
| 1975/76         | Juventus        | Serie A         | 10     | 1    | IP            | 4             | 1             | PMEZ                 | 3                    | 0                    | 17     | 2      |
| Celkem v Itálii | Celkem v Itálii | Celkem v Itálii | 459    | 216  | -             | 61            | 23            | -                    | 59                   | 35                   | 579    | 274    |

## Reprezentační kariéra
Dne 16. června 1957 ve věku 18 let a 327 dní debutoval proti Portugalsku (3:0) za Brazílii a vstřelil i jednu branku. Byl v nominaci na MS 1958, kde odehrál tři utkání a vybojoval zlato.
Po odstěhování do Itálie se stal italským občanem atak mohl od roku 1961 reprezentovat Itálii s nimž byl na MS 1962, kde odehrál dva zápasy. I když po turnaji mu bylo 24 let, už nebyl nikdy povolán.
| Reprezentace | Rok     | Zápasy             | Zápasy | Zápasy   | Zápasy           | Zápasy           | Zápasy   |
| Reprezentace | Rok     | Fáze turnaje       | Datum  | Soupeř   | Odehraných minut | Vstřelené branky | Výsledek |
| ------------ | ------- | ------------------ | ------ | -------- | ---------------- | ---------------- | -------- |
| Brazílie     | MS 1958 | 1 zápas ve skupině | 8. 6.  | Rakousko | 90               | 2                | 2:0      |
| Brazílie     | MS 1958 | 2 zápas ve skupině | 11. 6. | Anglie   | 90               | 0                | 0:0      |
| Brazílie     | MS 1958 | Čtvrtfinále        | 19. 6. | Wales    | 90               | 0                | 1:0      |
| Itálie       | MS 1962 | 1 zápas ve skupině | 31. 5. | Německo  | 90               | 0                | 0:0      |
| Itálie       | MS 1962 | 2 zápas ve skupině | 2. 6.  | Chile    | 90               | 0                | 0:2      |

## Hráčské úspěchy

### Klubové
- 4× vítěz italské ligy (1958/59, 1961/62, 1972/73, 1974/75)
- 1× vítěz poháru PMEZ (1962/63)

### Reprezentační
- 2× na MS (1958 – zlato, 1962)

### Individuální
- nejlepší střelec italské ligy (1961/62)
- nejlepší střelec poháru PMEZ (1962/63)
- Golden Foot (2019)